# Slag bij Stiklestad

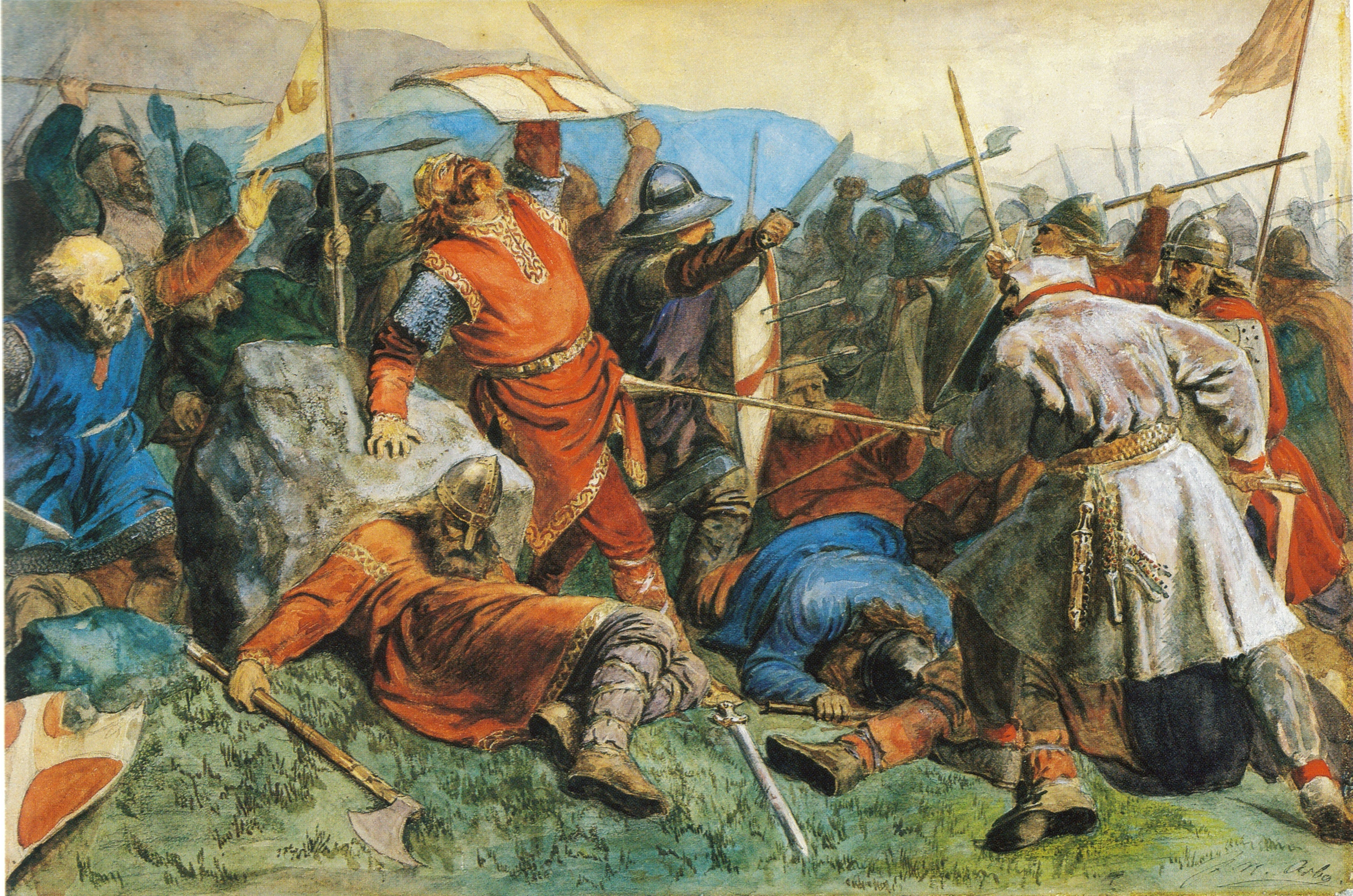
koning Olav sneuvelt

De Slag bij Stiklestad vond plaats op 29 juli 1030 bij het plaatsje Stiklestad (nu in de gemeente Verdal), Noorwegen, ongeveer 80 kilometer ten noorden van Trondheim.
In de geschiedenis van Noorwegen is dit een van de belangrijkste veldslagen geweest. Tijdens deze slag verloor ex-koning Olav II Haraldsson. (de heilige Olav) het leven.
Sinds 1954 wordt ieder jaar rond 29 juli het openluchtschouwspel over de heilige Olav opgevoerd, een van de grootste openluchtdrama's in Scandinavië, inmiddels bezocht door meer dan 600.000 mensen.